# Peace Sells… But Who’s Buying?
Peace Sells… But Who’s Buying? (englisch für: „Frieden verkauft sich … doch wer kauft ihn?“) ist das zweite Studioalbum der US-amerikanischen Thrash-Metal-Band Megadeth. Es wurde am 19. September 1986 erstveröffentlicht. Das Album zählt zu den 1001 Albums You Must Hear Before You Die, deutsch „1001 Alben, die man hören muss, bevor man stirbt“.

## Entstehung
Ursprünglich war das Projekt von einem kleinen Label namens Combat Records geleitet worden. Daraus resultierte der erste Mix des Albums. Schließlich kaufte Capitol Records die Rechte an dem Album und ein neuer Mix entstand. 2004 erstellte Dave Mustaine erneut einen neuen Mix und das Album wurde erneut gemastert.
Das Albumcover und das Titelstück beschäftigten sich mit Desillusion, Politik, dem Kalten Krieg und militärischen Gefechten. Die Themen tauchten in späteren Megadeth-Alben häufig erneut auf. Das Cover ist eine ironische Darstellung des Kalten Krieges. Vor einem roten und orangen Himmel zeigt es das UN-Hauptquartier kurz nach einem Nuklear-Angriff. Im Vordergrund ist Vic Rattlehead, die Titelfigur vieler Megadeth-Cover zu sehen. Er lehnt auf einem Schild, auf dem „For Sale“ steht.

## Titelliste
| #  | Titel                                          | Länge | Anmerkung                                               |
| -- | ---------------------------------------------- | ----- | ------------------------------------------------------- |
| 1  | Wake Up Dead                                   | 3:40  | Einzige Singleauskopplung neben Peace Sells             |
| 2  | The Conjuring                                  | 5:04  |                                                         |
| 3  | Peace Sells                                    | 4:04  | Einziges Musikvideo neben Wake Up Dead                  |
| 4  | Devil’s Island                                 | 5:05  |                                                         |
| 5  | Good Mourning / Black Friday                   | 6:41  |                                                         |
| 6  | Bad Omen                                       | 4:06  |                                                         |
| 7  | I Ain’t Superstitious                          | 2:46  | Coverversion eines Willie-Dixon-Liedes mit anderem Text |
| 8  | My Last Words                                  | 4:47  |                                                         |
| 9  | Wake Up Dead (Randy Burns Mix)                 | 3:40  | Nur auf der Neuauflage von 2004                         |
| 10 | The Conjuring (Randy Burns Mix)                | 5:01  | Nur auf der Neuauflage von 2004                         |
| 11 | Peace Sells (Randy Burns Mix)                  | 4:00  | Nur auf der Neuauflage von 2004                         |
| 12 | Good Mourning / Black Friday (Randy Burns Mix) | 6:39  | Nur auf der Neuauflage von 2004                         |

## Hintergrund
Wake Up DeadDas Lied handelt von einem Mann, der seine Frau betrügt und in sein Haus schleicht, wissend, dass seine Frau, wenn sie von der Beziehung erfährt, ihn umbringen wird.
The ConjuringDieses Lied beschreibt ein Ritual, wobei die letzten Verse aus der Sicht des Teufels geschrieben sind. Mustaine distanziert sich inzwischen von diesem Lied und seinen schwarzmagischen Inhalten und will es deshalb nicht mehr live aufführen.
Devil’s IslandDevil’s Island gibt die Gedanken eines Gefangenen auf der Teufelsinsel wieder.
My last words
Dieser Song handelt von Russischem Roulette.

## Single:Wake Up Dead
1. Wake Up Dead – 3:40
2. Good Mourning / Black Friday (Live) – 7:00
3. Devil’s Island (Live) – 5:40

Der Titel Devil’s Island ist nur auf der 12″-Ausgabe der Single zu finden.

## Rezeption
Zusammen mit Rust in Peace wird das Album oft als musikalisch Bestes der frühen Phase von Megadeth genannt. Die Redaktion des Rock Hard wählte das Album in ihrer 500 Alben umfassenden Bestenliste auf Platz 22. Chefredakteur Holger Stratmann schrieb, es sei „in jeder Hinsicht ein Klassiker“ und „absolute Spitzenklasse“. Im Gegensatz zum Vorgänger Killing Is My Business… And Business Is Good! sei die Produktion erheblich besser, auch die Texte und der von Johnny Rotten beeinflusste Gesang Mustaines seien „nie besser als auf diesem Album“.
Peace Sells… erreichte in den USA Platz 76 der Billboard-Charts und konnte sich dort insgesamt 47 Wochen platzieren.
Der amerikanische Musiksender MTV verwendete für das musikalische Intro seiner popkulturellen Nachrichtensendung MTV News die prägnante Bass-Einleitung des Songs Peace Sells.